# Nationalorchester von Myanmar

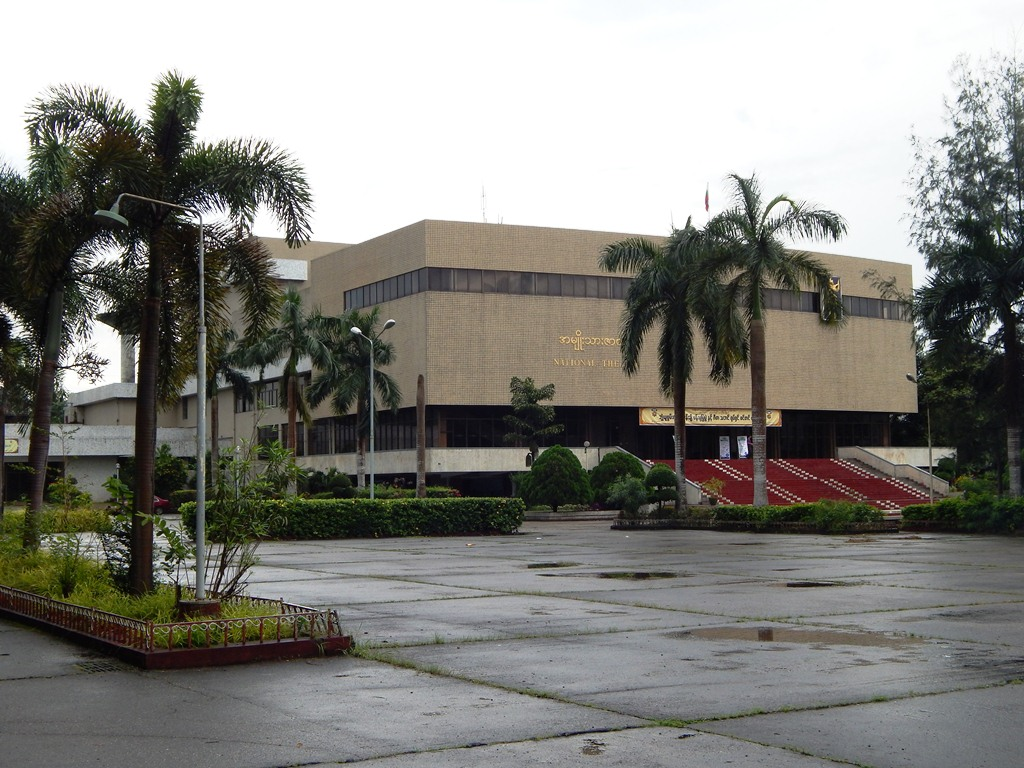
Nationaltheater in Yangon

Das Nationalorchester von Myanmar (englisch Myanmar National Symphony Orchestra) wurde 2001 gegründet, durfte aber in den ersten zwölf Jahren seiner Existenz nur drei öffentliche Konzerte geben.

## Geschichte
Pläne, in Myanmar ein Sinfonieorchester zu etablieren, gab es seit den frühen 1960er Jahren, als eine Gruppe von Musikern in die UdSSR geschickt wurde, um dort klassische Musik zu studieren. Die Pläne wurden mehr als vier Jahrzehnte nicht verwirklicht, bis im September 2001 mit der Unterstützung von General Khin Nyunt, einem hochrangigen Mitglied der damals regierenden Militärjunta SPDC, das erste Sinfonieorchester des Landes gegründet wurde. Seine Musiker wurden aus der Kapelle der staatlichen Radio- und Fernsehanstalt von Myanmar (MRTV), Studenten der Nationaluniversität für Kunst und Kultur, Offizieren der Polizeikapelle und einigen Ausländern rekrutiert.
In den Anfangsjahren hatte das Orchester Schwierigkeiten, Fuß zu fassen, und übte nur zeitweise unter der Leitung eines amerikanischen Musikers. Erst 2004 gab das Orchester sein erstes Konzert vor ausschließlich geladenen Gästen im MRTV-Studio A in Yangon. Der erste Erfolg war nur von kurzer Dauer. Im Oktober 2004 wurde sein Schirmherr Khin Nyunt gestürzt und unter Hausarrest gestellt. Weil das Orchester als Steckenpferd von Khin Nyunt angesehen wurde, wurde es tabuisiert und durfte nicht mehr öffentlich auftreten. Die Regierungsbeamten gingen sogar so weit, die Existenz eines Nationalorchesters zu verleugnen. Der amerikanische Konzertmeister verließ es kurz danach. In den folgenden Jahren wurde es lediglich für Einspielungen von Pop- und Volksmusik für das staatliche Fernsehen eingesetzt.
2007 gab es eine neue Chance, als das Symphonieorchester nach einem erfolgreichen Appell an die Regierung sein erstes öffentliches Konzert vor einer Gruppe von Musikern aus Europa geben durfte. Nach intensiven Proben gab das Orchester schließlich sein erstes öffentliches Konzert im Nationaltheater in Yangon. Zunächst blieb es bei diesem einen Auftritt, die Situation verschlechterte sich danach wieder.
Zu einer Entspannung kam es im Januar 2012, als Khin Nyunt aus dem Hausarrest befreit wurde. Die Regierung erlaubte die Wiederaufnahme der öffentlichen Aktivitäten des Orchesters. Im Juli 2012 gab das Orchester unter der Leitung von Yoshikazu Fukumura, dem ehemaligen Leiter des Sinfonieorchesters von Kyoto, zwei öffentliche Konzerte in Yangon mit einem Standardrepertoire von Mozart und Beethoven. Um Lücken bei der eigenen Besetzung zu füllen, konnte das Orchester für die beiden Aufführungen einige ausländische Geiger und Oboisten gewinnen.

## Neueste Aktivitäten
Das aktuelle Orchester besteht aus etwa 60 Musikern, von denen die meisten Absolventen der Nationaluniversität für Kunst und Kultur sind. Es wird von der französischen Komponistin Odile Perceau geleitet.
Am 5. und 6. Dezember 2013 hatte das Orchester sein internationales Debüt in der kambodschanischen Tempelanlage Angkor Wat. Die Streichmusiker des Orchesters traten dort zusammen mit dem französischen Streichquartett Le Quatuor Des Equilibres auf und spielten zeitgenössische und klassische Musik bei einer Aufführung des königlichen Balletts von Kambodscha.